# NGC 5122
NGC 5122 ist eine 13,4 mag helle Linsenförmige Galaxie mit aktivem Galaxienkern vom Hubble-Typ S0 im Sternbild Jungfrau auf der Ekliptik. Sie ist schätzungsweise 122 Millionen Lichtjahre von der Milchstraße entfernt und hat einen Durchmesser von etwa 35.000 Lj.

Im selben Himmelsareal befindet sich u. a. die Galaxie NGC 5130.
Das Objekt wurde am 24. April 1887 von Lewis A. Swift entdeckt.